# Confederació Espanyola de Persones amb Discapacitat Física i Orgànica
COCEMFE és la Confederació Espanyola de Persones amb Discapacitat Física i Orgànica, amb seu social a Madrid i configurada per gairebé la totalitat de províncies espanyoles representades a través de Federacions Provincials i Autonòmiques. Fins fa alguns anys l'entitat era la màxima representant del sector de les persones afectades d'algun tipus de disminució, però en el període 1998-2000 totes aquestes competències les va deixar en mans del CERMI que és el Consell Espanyol de Representants de Minusvàlids, entitat dominada políticament per l'organització ONCE. La Confederació COCEMFE actua merament -en aquests moments- com a punt de trobada a l'hora de demanar i repartir determinades subvencions de caràcter públic -en especial les del 0,52 de l'IRPF- i també reparteix amb un cert sectarisme les quantitats que l'ONCE assigna a les entitats de minusvàlids físics a Espanya, en funció del suport que tenen i obtenen els dirigents de la Confederació. El prestigi de COCEMFE ha anat a menys en els últims anys i alguns dirigents afirmen que aquesta situació és gairebé irreversible.
Les entitats catalanes que formen part de COCEMFE són crítiques amb el model actual i tenen molt difícil girar la situació. Els recursos dedicats a Catalunya han minvat de manera considerable els darrers anys, tant els provinents del Ministeri de Treball i Afers socials a través del 0,52 de l'IRPF com -i de manera molt especial- les subvencions que la Fundació ONCE destina i dedica a Catalunya.